# Stoßdämpfer (Fahrwerk)

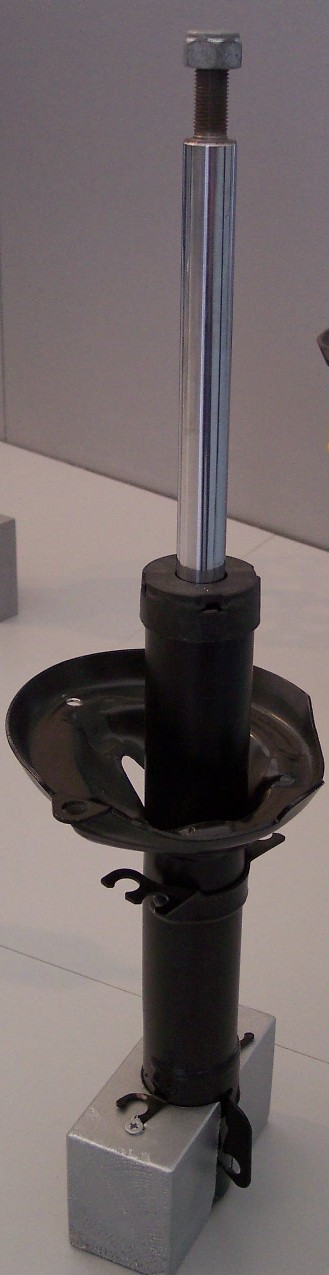
MacPherson-Federbein: hydraulischer Stoßdämpfer und Federteller

Stoßdämpfer sind ein Bestandteil des Fahrwerks eines Fahrzeugs, das Schwingungen der gefederten Masse dämpft und möglichst weitgehend unterdrückt. Durch Umwandlung der Schwingungsenergie in Wärme durch besondere Maßnahmen wird eine deutlich gedämpfte Schwingung erzeugt. Ohne diese Maßnahmen würde die Schwingung zu langsam abklingen.

## Begriff
Korrekt ist die allgemeinere Bezeichnung „Schwingungsdämpfer“, denn nicht der Stoß, sondern seine Wirkung auf das Fahrzeug wird gedämpft. Die Stoßdämpfer dienen nicht dazu, durch Fahrbahnunebenheiten ins Fahrzeug eingeleitete Stöße abzufangen. Dafür ist die Federung zuständig. Stellenweise wurde in der Fachliteratur daher versucht, den Begriff „Stoßdämpfer“ in diesem Kontext nicht mehr zu verwenden, doch bis heute wird er weiterhin vorwiegend verwendet.

## Wirkung

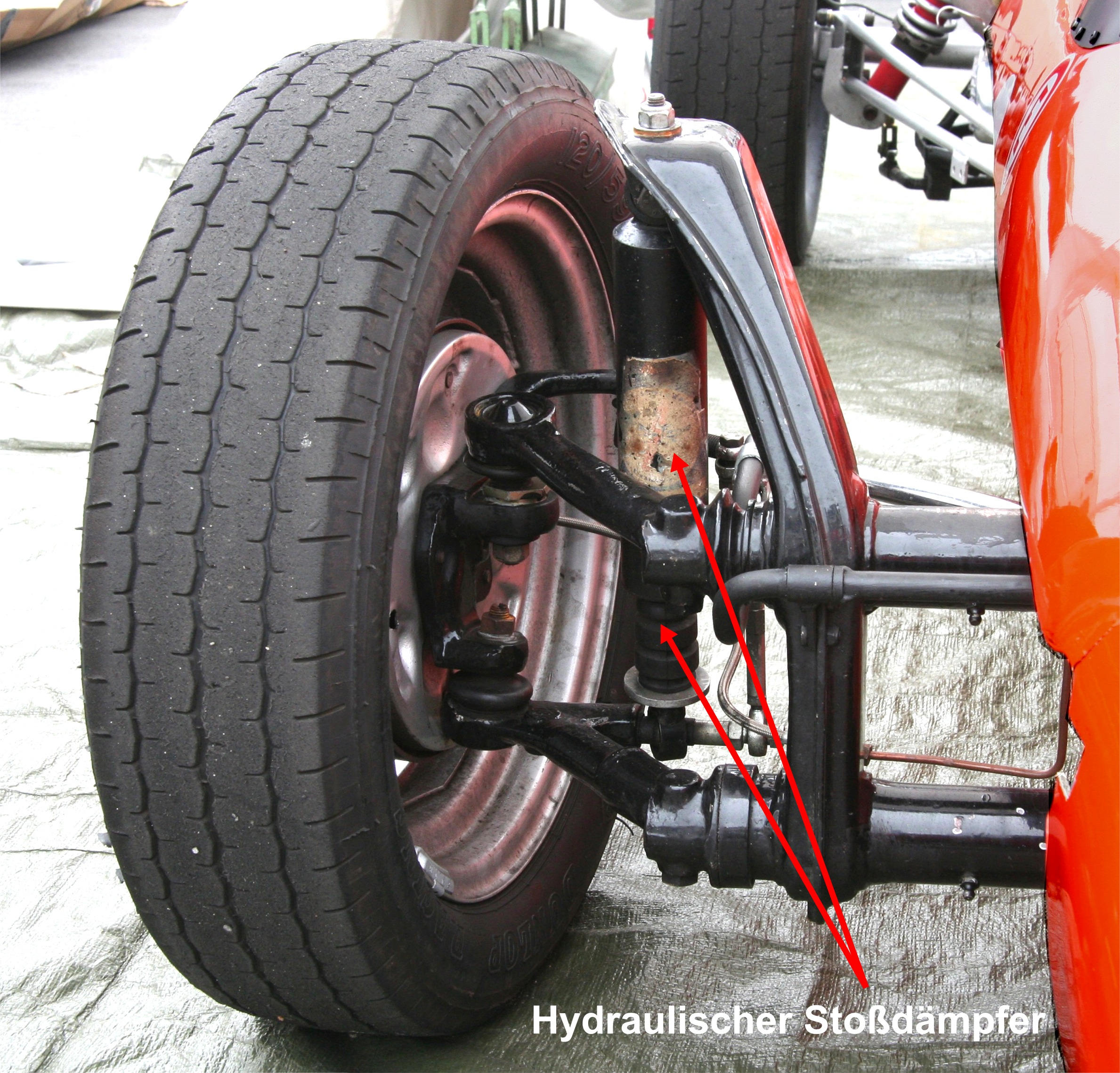
Hydraulischer Stoßdämpfer an der Kurbellenkerachse eines VW Käfer, hier in einem Formel-V-Rennwagen

Stoßdämpfer sollen verhindern, dass ein gefedertes Fahrzeug auf und ab schwingt, wenn es durch einen Stoß von unten dazu angeregt wird. Ohne Dämpfung würde sich der Aufbau des Fahrzeugs im Bereich der Eigenfrequenzen „aufschaukeln“, worunter Fahrkomfort und Fahrsicherheit stark leiden würden. Eine zu starke Dämpfung verschlechtert den Fahrkomfort bei höheren Frequenzen, verbessert aber den Straßenkontakt, da die Schwingung der ungefederten Masse auf der Reifenfeder besser gedämpft wird. Die Abstimmung von Federung und Dämpfung ist daher stets ein Kompromiss. Die Charakteristik des Dämpfers wird auf die Anforderungen bezüglich Fahrdynamik und Fahrkomfort abgestimmt. Dabei wird die Stärke der Dämpfung in Zug- und Druckrichtung sowie bei langsamer versus schneller Kompression des Stoßdämpfers variiert.
Ab 1905 wurden gedämpfte Federgabeln an Motorrädern üblich. Fahrräder wurden erst rund 100 Jahre später in größerem Umfang mit Federgabeln ausgerüstet.

## Erkennen defekter Stoßdämpfer
Nachlassende Dämpfung wird oft unbewusst durch ein geändertes Fahrverhalten des Fahrers ausgeglichen. Es gibt einige Anzeichen von nachlassenden Stoßdämpfern, wobei die auftretenden Effekte nicht schlagartig auftreten, sondern mit wachsendem Verschleiß des Dämpfers einhergehen:
- Mehrfaches Nachschwingen, wenn man das Fahrzeug in Radnähe mit der Hand in Schwingungen versetzt (einfacher Funktionstest, das Verhalten zeigt sich vor allem bei Dämpfern, die völlig funktionslos geworden sind)
- Nach Unebenheiten schwingt das Fahrzeug nach
- Poltergeräusche auf schlechten Straßen bei niedriger Geschwindigkeit (30-Zone)
- Ungleichmäßige Abnutzung von Reifen und erhöhter Reifenverschleiß
- Flatternde Lenkung oder vielfach unterbrochene Bremsspur nach einer Vollbremsung wegen springender Räder
- schwammiges Kurvenfahrverhalten, bei welliger Fahrbahn driftet das Fahrzeug in Abhängigkeit von der Anregung der Vertikalschwingungen nach außen

Gänzlich defekte Dämpfer erkennt man auch durch erhebliche Mengen austretenden Öls an den Kolbenstangen der Dämpfer. Umgekehrt kann aber aus einem vollkommen dichten Stoßdämpfer nicht die einwandfreie Funktion abgeleitet werden.

## Physikalische Prinzipien

### Hydraulische Dämpfer
Hydraulische Dämpfer haben gegenüber dem Reibungsdämpfer ein deutlich besseres Ansprechverhalten durch geringere Haftreibung. Konventionelle Stoßdämpfer in Pkw werden daher heutzutage hauptsächlich als hydraulische Teleskopstoßdämpfer in Ein- und Zweirohrbauweise gefertigt. Ihr Prinzip beruht darauf, dass die Widerstandskraft gegen das Fließen verdrängter Flüssigkeit (Stoßdämpferöl) von der Fließgeschwindigkeit abhängt. Die Dämpfungskraft, die der Dämpfergeschwindigkeit entgegenwirkt, steigt mit zunehmender Ein- bzw. Ausfedergeschwindigkeit des Kolbens progressiv an. Zu große Dämpferkräfte verschlechtern den Fahrkomfort. Deshalb öffnen sich ab einem bestimmten Druck Ventile. Die Dämpferkennlinie kann so den Anforderungen von Fahrdynamik und Fahrkomfort angepasst werden.

### Reibungsdämpfer
Vor der Entwicklung hydraulischer Stoßdämpfer wurden die Fahrzeuge mit mechanisch wirkenden Reibungsdämpfern ausgerüstet. Nachteilig ist, dass bei geringen Anregungen die Federung durch die Haftreibung blockiert wird: die Federung „spricht schlecht an“.
Der gängigste Reibungsdämpfer funktioniert wie eine Lamellenkupplung. Er besteht aus mehreren aufeinander gestapelten und axial von einer Feder gegeneinander gedrückten Reibscheiben. Diese bilden abwechselnd zwei Gruppen, die sich gegeneinander verdrehen können: eine Gruppe ist mit dem Fahrgestell verbunden, die andere mit dem Teil, dessen Schwingung zu dämpfen ist. Mit einer zentralen Schraube lässt sich die Anpresskraft (Normalkraft) auf die Reibscheiben und somit die Dämpfung manuell einstellen. Der Reibungsdämpfer kann längs, quer oder beliebig zur Fahrtrichtung montiert sein. Bei einigen Ausführungen der 1930er Jahre war die Dämpfung hydraulisch ferneinstellbar.

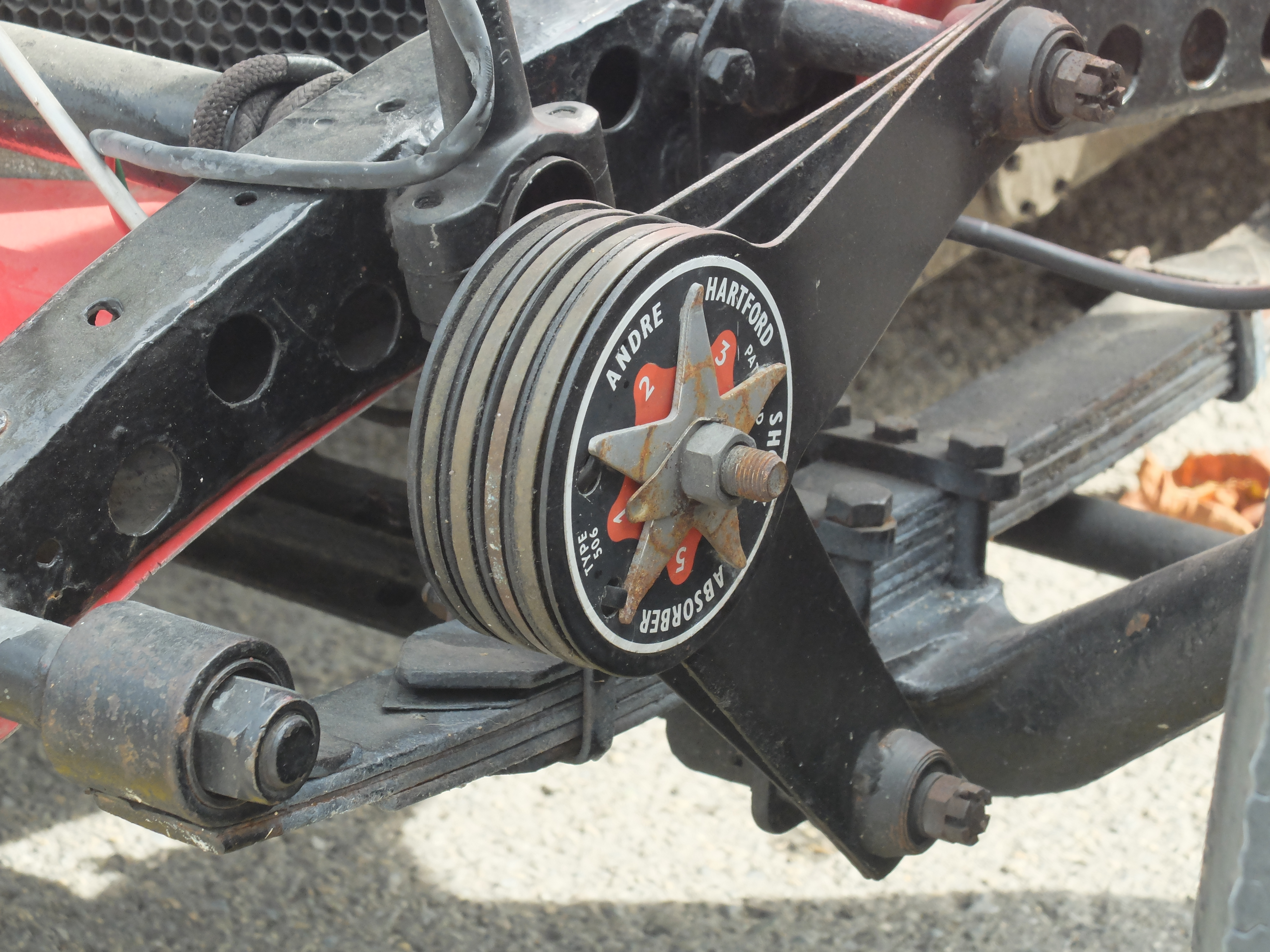
Reibungsdämpfer vom Typ Hartford
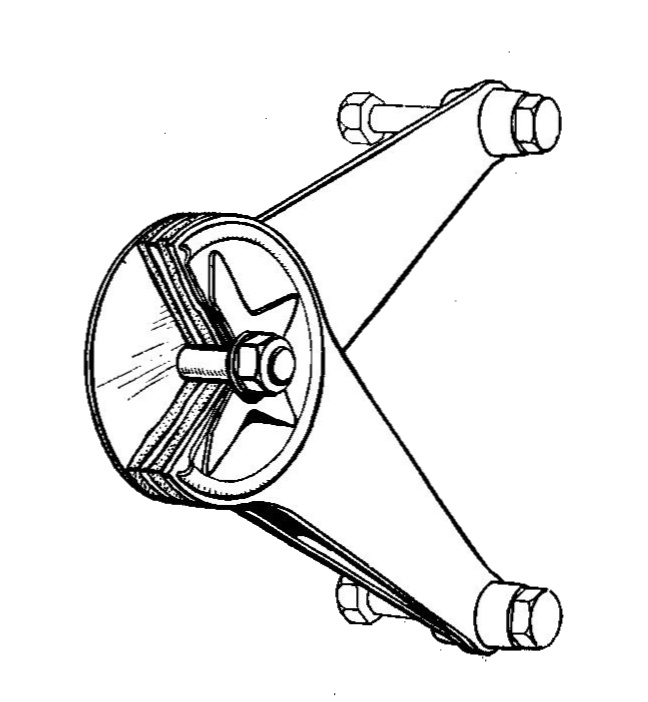
Vereinfachte Schnittdarstellung
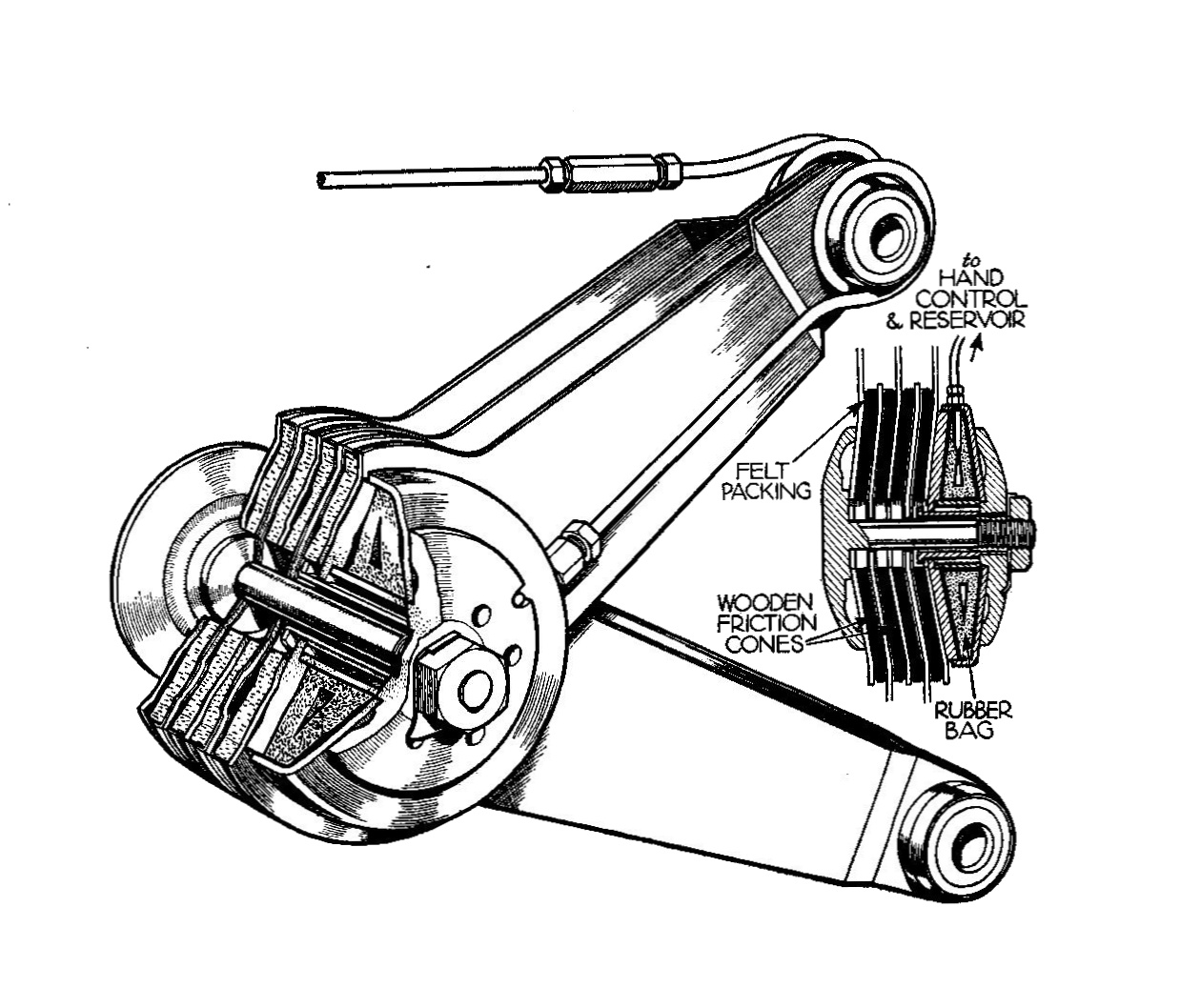
Reibungsdämpfer mit hydraulisch einstellbarer Dämpfung

Frühere sowie heute spezifische Ausführungen von Federbeinen können auch einen mechanischen Teleskop-Reibungsdämpfer beinhalten. Die Reibung findet in diesem Fall an der zylindrischen Innenfläche eines Mantelrohrs statt. Gegen diese Innenfläche wird ein segmentierter Reibschuh durch den axialen Druck einer vorgespannten Spiralfeder auf einen Stößel mit Kegelelement radial nach außen gepresst. Bekannte Anwendungsfälle sind die günstigeren Varianten des Kleinkraftrads Simson Schwalbe (1968–1986) sowie die Drehgestelldämpfer von Schienenfahrzeugen.

## Bauformen

### Stoßdämpfer an Pkw
Grundsätzlich unterscheidet man zwischen einem Achsdämpfer, das heißt einem allein eingebauten Schwingungsdämpfer, einer Feder-Dämpfer-Einheit („Federbein“), bei der Feder und Dämpfer zu einer Baugruppe vereint sind und dem MacPherson-Federbein, das zusätzlich zu beidem das Rad in Längs- und Querrichtung führt.

#### Hebelstoßdämpfer
Als Hebelstoßdämpfer werden die üblichen, in sich drehenden Reibungsstoßdämpfer bezeichnet. Eine i. d. R. zu dämpfende Linearbewegung erfordert die Zwischenschaltung eines um die Dämpfermitte drehenden Hebels.
Der Houdaille-Stoßdämpfer ist ein hydraulisch wirkender Stoßdämpfer mit Schwenkkolben in einem unterteilten zylindrischen Gehäuse, der ebenfalls über einen Hebel verdreht wird.
Als Hebelstoßdämpfer werden aber auch Konstruktionen genannt, in denen ein linear bewegter Dämpfer an einem an anderer Stelle des Fahrgestells drehenden Hebel wirkt. Solch ein Hebel ist in der Regel ein Lenker in der Radaufhängung. Dazu zählt auch der ältere Kniehebelstoßdämpfer, in dem ein Hubkolben im Zylinder über einen Kniehebel von außen betätigt wird.

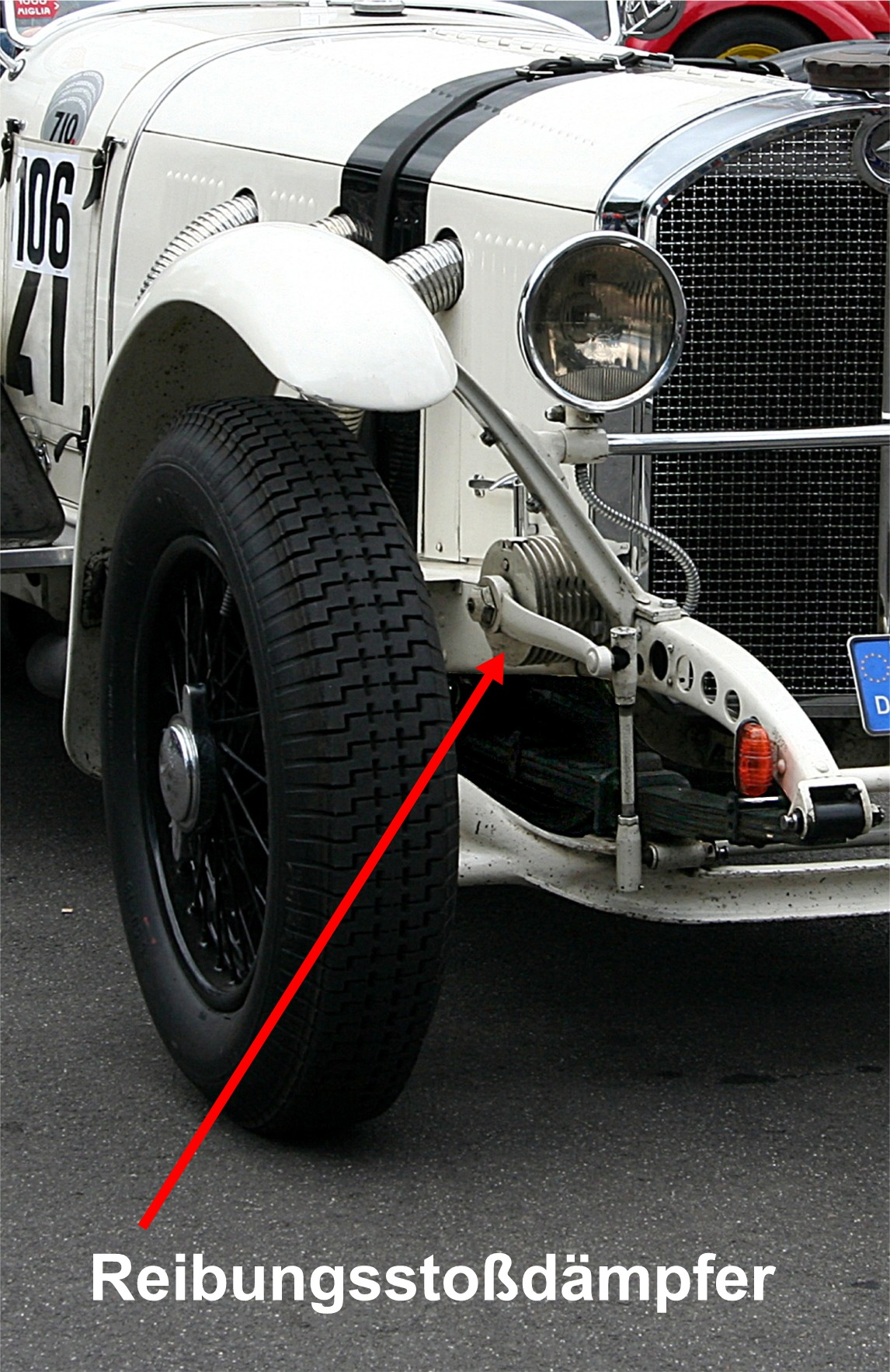
Reibungsstoßdämpfer mit Gestänge
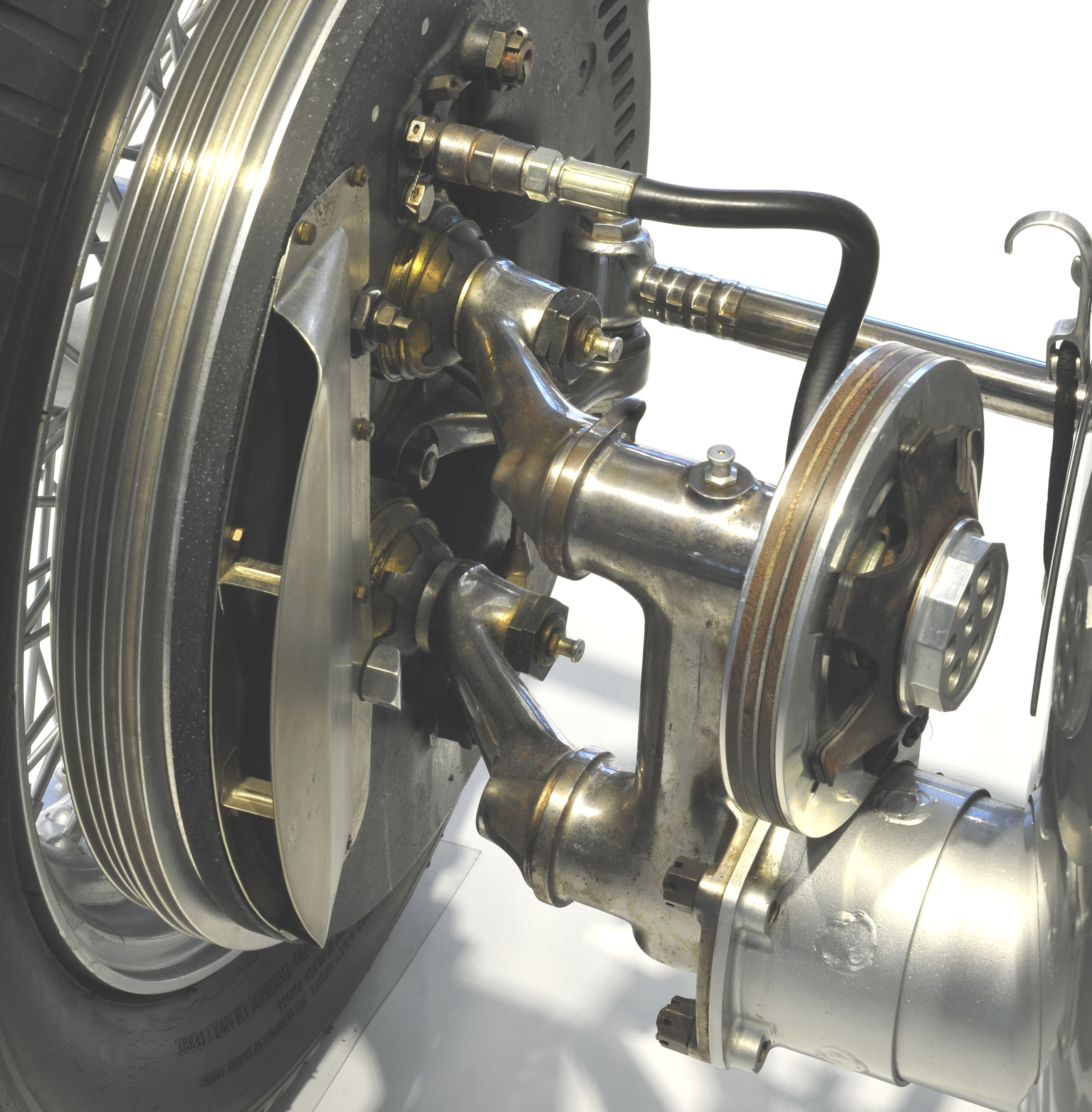
Reibungsstoßdämpfer am Kurbellenker
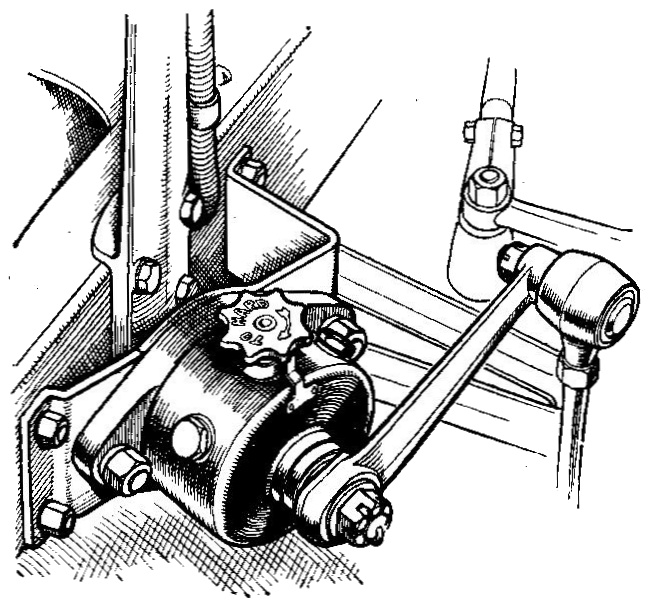
Houdaille-Hebelstoßdämpfer

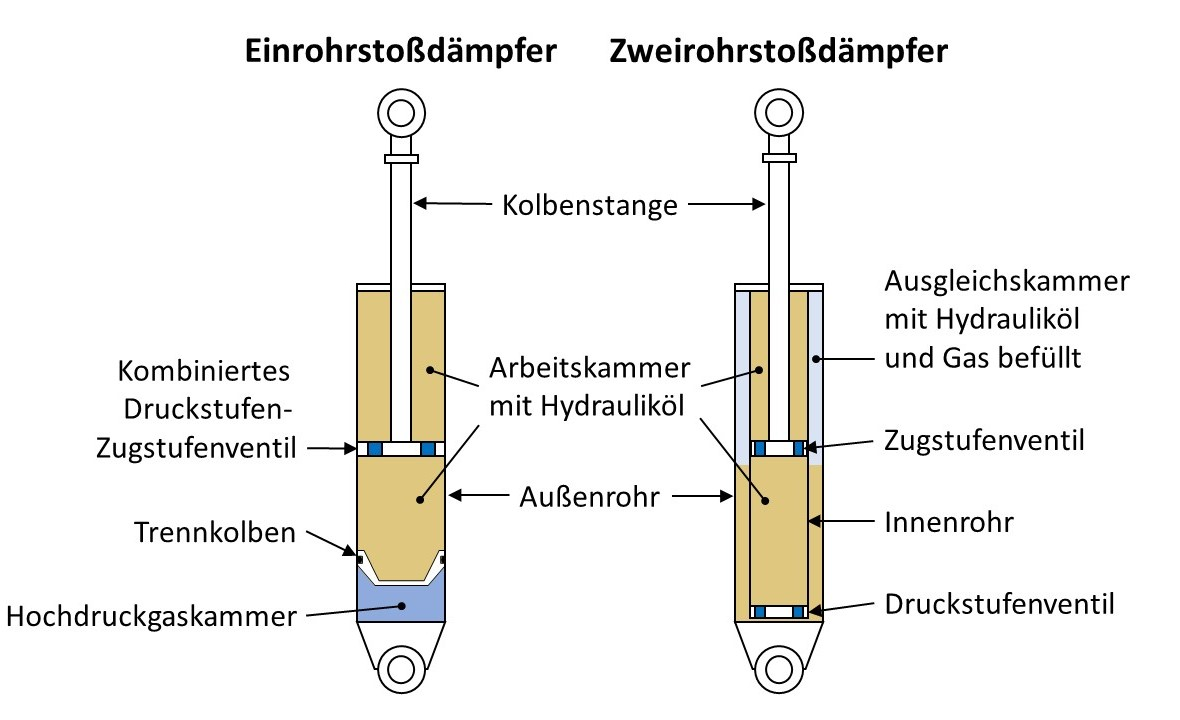
Skizze des Aufbaus von Einrohr- und Zweirohrstoßdämpfern

#### Stoßdämpfer mit linearer Bewegung (Teleskopstoßdämpfer)

##### Einrohrdämpfer (Gasdruckdämpfer)
Der Einrohrstoßdämpfer ist in die Arbeitskammer (Ölraum) und den Gegendruckraum (Gaskammer) untergliedert. Im Ölraum wird die eigentliche Dämpferarbeit vollbracht, das heißt die am Kolben sitzenden Dämpfungsventile setzen dem durch den Kolben hindurchfließenden Öl einen Widerstand entgegen. Dadurch wird eine Druckdifferenz erzeugt, die der sich relativ zum Behälter bewegenden Kolbenstange eine dämpfende Kraft entgegensetzt. Die Gaskammer gleicht Volumenänderungen beim Ein- und Ausfahren der Kolbenstangen und durch Temperaturschwankungen aus. Üblicherweise hat ein Einrohrdämpfer einen Basisinnendruck von ca. 20–30 bar. Diese Vorspannung wird benötigt, damit beim Einfedern nicht die Ölsäule in der oberen Arbeitskammer (Kammer über dem Kolben) abreißt und im Öl Gasblasen entstehen (Gefahr der Kavitation). Dies würde sich nachteilig auf die Kraftcharakteristik des Dämpfers auswirken. Durch den Gasdruck ist der Stoßdämpfer zusätzlich eine schwache Gasdruckfeder.

##### Zweirohrdämpfer
Der Zweirohrdämpfer hat zusätzlich zum Zylinderrohr, in dem sich der an der Kolbenstange befestigte und mit weiteren Ventilteilen bestückte Kolben axial bewegt, ein weiteres koaxial angeordnetes Behälterrohr. Der Kolben teilt den inneren Ölraum in einen oberen und unteren Arbeitsraum. In der Druckstufe fährt die Kolbenstange ein und es strömt ein Teil des Öls aus dem unteren Arbeitsraum durch das Kolbenventil in den oberen Arbeitsraum. Das der eintauchenden Kolbenstange entsprechende Ölvolumen wird dabei durch ein am unteren Ende des Zylinderrohres befindliches Bodenventil in den so genannten Ausgleichsraum zwischen Zylinder- und Behälterrohr gedrückt. Dabei wird ebenfalls durch das Bodenventil eine für die Dämpfung relevante Druckdifferenz erzeugt. Beim Ausfahren der Kolbenstange (Zugstufe) übernimmt das Kolbenventil die Dämpfung, während durch das Bodenventil das der ausfahrenden Kolbenstange entsprechende Ölvolumen weitgehend ungehindert zurückfließt.

## Weitere
Eine besondere im Rennsport wie der Formel 1 eingesetzte Bauart ist der außen anliegende Drehstoßdämpfer.
Eine Neuentwicklung sind die Luftfederdämpfer, die bei Nutz- und bei Personenwagen eingebaut werden. Sie können neben der Federung und der Dämpfung auch die Niveauregulierung übernehmen. Auch Motorräder und Fahrräder werden mit Luftfederdämpfern ausgestattet, in denen das Medium Luft sowohl Feder- als auch Dämpferaufgaben übernimmt.
Erforscht wird die Entwicklung eines elektromechanischen Dämpfersystems für Straßenfahrzeuge. Der Vorteil hier ist, dass statt Wärme primär elektrische Energie erzeugt wird, die im Fahrzeug direkt genutzt werden kann.

## Aufbau und Funktion eines hydraulischen Teleskopstoßdämpfers

### Stoßdämpfer-Bewegungsmodell
Im Bewegungsmodell des (Zweirohr-)Stoßdämpfers wird gezeigt, wie sich mit der Ein- und Auswärtsbewegung der Kolbenstange der Ölspiegel im Stoßdämpfer hebt und senkt. Die Bewegung des Ölspiegels ist aber stark übertrieben dargestellt. Der Hub des Ölspiegels ist größer als der Hub der Kolbenstange. Das entspricht weder den Abmessungen des Modells noch den Verhältnissen in einem wirklichen Pkw-Dämpfer.
Für die Bewegung des Ölspiegels gilt, dass das Volumen der einfahrenden Kolbenstange gleich dem Volumen des Ölanstiegs in der Ringfläche zwischen den Rohren ist, also:
{\displaystyle A_{S}\cdot h=A_{R}\cdot H}
oder
{\displaystyle H=h\cdot A_{S}/A_{R}}
mit
{\displaystyle A_{S}} = Querschnittsfläche der Kolbenstange
{\displaystyle A_{R}} = Ringfläche zwischen dem Außen- und dem Innenrohr
{\displaystyle d} = Durchmesser der Kolbenstange
{\displaystyle D_{a}} = Innendurchmesser des äußeren Rohres (Behälterrohr)
{\displaystyle D_{i}} = Außendurchmesser des inneren Rohres (Zylinderrohr)
{\displaystyle h} = Hub der Kolbenstange
{\displaystyle H} = Hub des Ölspiegels
Mit wirklichen Dämpferabmessungen (d= 11: Da = 36; Di = 29,4) ergibt sich
{\displaystyle H=h\cdot 0{,}28}
Der Hub des Ölspiegels macht also nur das 0,28fache des Kolbenstangenhubs aus. Diesen realistischen Wert sollte auch das Bewegungsmodell zeigen. Dies kann einfach durch Änderung des Ölspiegelhubs geschehen. Am besten natürlich mit zusätzlichen Anpassungen der Maße d, Da und Di im Bewegungsmodell, damit Berechnung und Erscheinungsbild exakt übereinstimmen.

Ölstoßdämpfer mit Ausgleichsvolumen (Zweirohrdämpfer)

Hydraulische Stoßdämpfer bestehen im Wesentlichen aus einem ölbefüllten Zylinder und einer darin geführten Kolbenstange. Bei axialer Bewegung der Kolbenstange (und damit des Kolbens) gegenüber dem Zylinder muss das Öl durch enge Kanäle und Ventile im Kolben strömen. Durch den Widerstand, der dem Öl dabei entgegengebracht wird, werden Druckdifferenzen erzeugt, die über Wirkflächen die Dämpfungskräfte erzeugen. Die daraus resultierende Dämpfarbeit wird in Erwärmung des Öls umgesetzt. Die Viskosität und damit Dämpfungswirkung des Öls ist auch temperaturabhängig. Um den Temperaturanstieg des Dämpfers auf ein für die beteiligten Bauteile erträgliches Niveau zu begrenzen, muss der Dämpfer ausreichend Wärme an die Umgebungsluft abgeben können.
Das Volumen der einsinkenden Kolbenstange muss innerhalb des Dämpfers ausgeglichen werden. Einen reinen Öldämpfer kann es also nicht geben, denn Öl ist wie alle Flüssigkeiten nahezu inkompressibel. Der Ausgleich kann etwa durch ein unter hohem Druck (~30 bar) stehendes Gaspolster aus Stickstoff oder Luft realisiert werden, das durch einen beweglichen Kolben vom Ölvolumen getrennt angeordnet ist (Einrohrdämpfer). Durch Verschiebung des trennenden Kolbens übernimmt das Gaspolster den Volumenausgleich beim Einfahren der Kolbenstange. Das Gas wirkt wie eine zusätzliche Feder, sodass die Wirkung der Federung unterstützt wird.

### Zug- und Druckstufe
Ein direkt angelenkter hydraulischer Stoßdämpfer wird beim Ausfedern auf Zug und beim Einfedern auf Druck beansprucht. Deshalb wird die Dämpfung beim Ausfedern als Zugstufe, beim Einfedern als Druckstufe bezeichnet.
Um das „Anfedern“ beim Auffahren auf rampenförmige Einzelhindernisse zu verbessern, wird die Zugstufe meist härter als die Druckstufe ausgeführt. Ein weiterer Grund für diese Auslegung ist ein harmonischer Aufbau des Wankwinkels bei schnellen Ausweichmanövern.